# Limnephilus plaga
Limnephilus plaga är en nattsländeart som beskrevs av Walker 1852. Limnephilus plaga ingår i släktet Limnephilus och familjen husmasknattsländor. Inga underarter finns listade i Catalogue of Life.